# Скнилівська трагедія
Скни́лівська траге́дія — авіакатастрофа, що трапилася під час святкування 60-ї річниці 14 авіаційного корпусу (далі — 14 АК) Військово-Повітряних сил України на Скнилівському аеродромі під Львовом 27 липня 2002 року. Унаслідок падіння винищувача Су-27УБ у натовп глядачів загинуло 77 осіб (серед них 28 дітей) і постраждало близько 250 людей. За кількістю загиблих є найбільшою катастрофою в історії авіаційних шоу.

## Обставини трагедії
27 липня 2002 року на Скнилівському аеродромі проводили святкування, присвячене 60-річчю 14 АК ВПС України. Фігури вищого пілотажу виконував досвідчений екіпаж пілотів першого класу групи «Українські соколи» полковники Володимир Топонар і Юрій Єгоров. У суботу подивитися на фігури вищого пілотажу прийшли близько 10 000 осіб.
На виконання демонстраційного пілотування був підготовлений МіГ-29УБ (№ 20) зі складу 114 бригади тактичної авіації. Але через погодні умови машина не змогла вилетіти з Івано-Франківська до Львова. Замість неї зі складу 9 винищувального авіаційного полку було піднято Су-27УБ (№ 42 серійний № 96310425070).

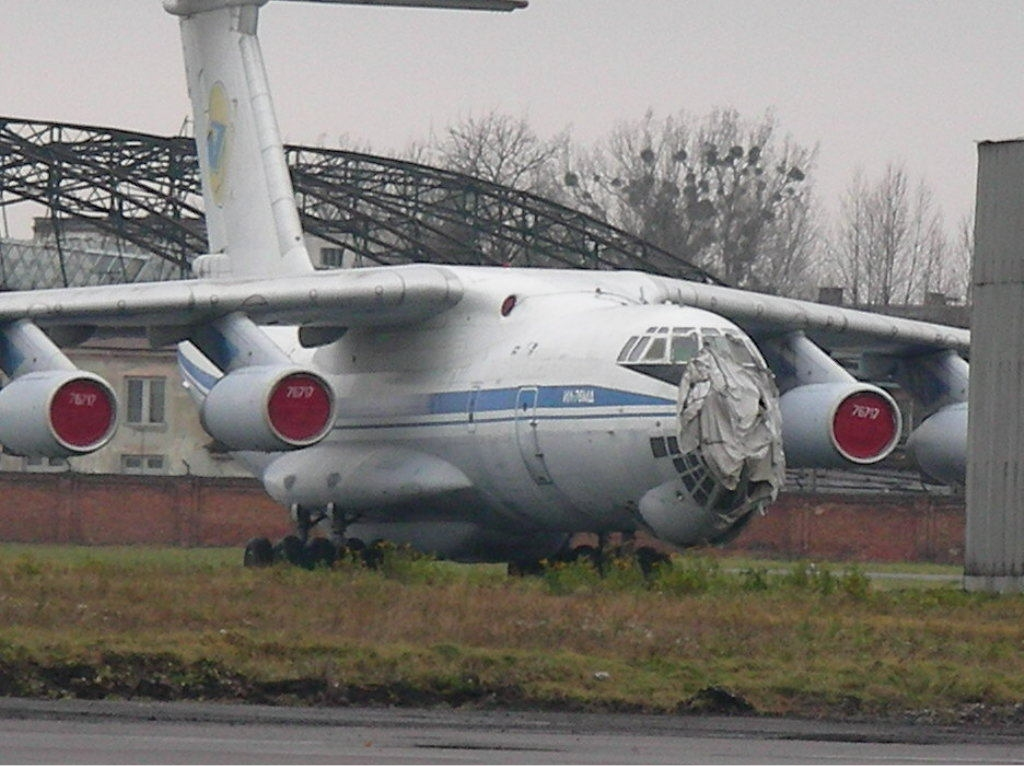
Пошкоджений ніс Іл-76ТД після зіткнення

О 12:52 за місцевим часом Су-27УБ, під час завершення фігури вищого пілотажу «напівпетля», яку виконав на дуже малій висоті з порушенням п.2.3 КЛЕ та виходом на критичні кути атаки, намагаючись перейти до горизонтального польоту та уникнути зіткнення із землею, зачепив стабілізатором дерево, потім крилом бетонне покриття рульожної доріжки, а далі — врізався в Су-17М4Р 48 окремого гвардійського розвідувального авіаційного полку (Коломия) на землі, правим крилом зачепив штурманський ліхтар Іл-76ТД, і, виконавши три оберти навколо осі центроплану, впав у натовп людей, які вийшли на аеродром, аби краще побачити виконання пілотування. Літак вибухнув і запалав. Обидва пілоти катапультувалися вже після контакту з землею і зазнали лише незначних пошкоджень внаслідок перенавантажень при катапультуванні. Близько двадцяти машин швидкої допомоги та пожежні команди прибули для рятування потерпілих.
Пізніше на місці контакту Су-27УБ та Іл-76ТД знайдено рештки близько дванадцяти людей.

## Розслідування трагедії
Вже через кілька годин після трагедії до Львова прилетіли перші особи країни. Секретар РНБО Євген Марчук пообіцяв якнайдетальніше розслідування обставин катастрофи. Президент України Леонід Кучма дав слово не залишити постраждалих у біді.
Розслідуванням трагедії зайнялася Генеральна прокуратура України і спеціальна комісія Міністерства оборони України. Від самого початку висунули декілька версій причин аварії: технічна несправність літака, помилка пілотів, а також помилка в плануванні польотів, організації та розміщенні глядачів на летовищі. Прес-центр Генеральної прокуратури зробив заяву, в якій причинами трагедії названо погану організацію, підготовку та проведення авіашоу.
Далі конкретні звинувачення було висунуто проти пілотів: їм інкримінували відхилення від льотного завдання, низький професіоналізм і недбальство. Самі пілоти не визнавали своєї провини в аварії і вказували на погану організацію шоу, зокрема на те, що їхні польотні карти суттєво відрізнялися від місцевості, де мали бути проведені маневри. Вони також зазначили, що на шоу мусили виконувати маневри на літаку, на якому заздалегідь не тренувалися. Деякі експерти також зазначають, що наземні служби мали повідомити пілотів про відхилення від програми шоу і наближення до глядачів. Зокрема, при наближенні до людей на відстань ближче ніж 200 м фігури пілотажу не мали б виконуватися.

## Наслідки
У день трагедії тодішній міністр оборони країни Володимир Шкідченко подав рапорт про відставку, але його не прийняв Президент України Леонід Кучма. Натомість звільнено з посади головнокомандувача ВПС України генерал-полковника Віктора Стрельникова та командувача 14-го авіаційного корпусу Сергія Онищенка. Ще трьох інших генералів, працівників відомства, заарештувала військова прокуратура.
Тоді за кожного загиблого родичам виплатили від 10 до 100 тисяч гривень. Значно менші суми дісталися тим, хто отримав травми, хоча багато хто залишився інвалідами.
До відповідальності за трагедію безпосередньо притягнено 10 осіб. Осіб, причетних до авіашоу, та льотчиків визнано винними у скоєнні аварії через недбалість та невиконання плану польоту. До 6 років тюремного ув'язнення засуджено генерал-майора Анатолія Третьякова, який виконував обов'язки командувача 14 АК. Також 5 років отримав керівник польотів із землі підполковник Юрій Яцюк. Льотчик Володимир Топонар отримав 14 років ув'язнення, а льотчик Юрій Єгоров — 8 років. Окрім того, Військовий апеляційний суд Центрального регіону України постановив стягнути за знищений винищувач з Топонаря 7,2 млн грн., з Єгорова 2,458 млн грн., з Третьякова та Яцюка по 800 тисяч грн. з кожного. З часом суми стягнень були зменшені. Також були порушені справи проти чотирьох інших генералів ВПС України. Пілоти відмовилися визнавати себе винними. Деякі постраждалі також висловили невдоволення розслідуванням і мали намір скаржитися до Європейського суду.
7 листопада 2007 року своїм указом президент Віктор Ющенко помилував деяких обвинувачених у цій справі: зокрема Анатолія Третьякова, скоротив строк ув'язнення Юрію Єгорову з 8 до 3 років.

## Пам'ять

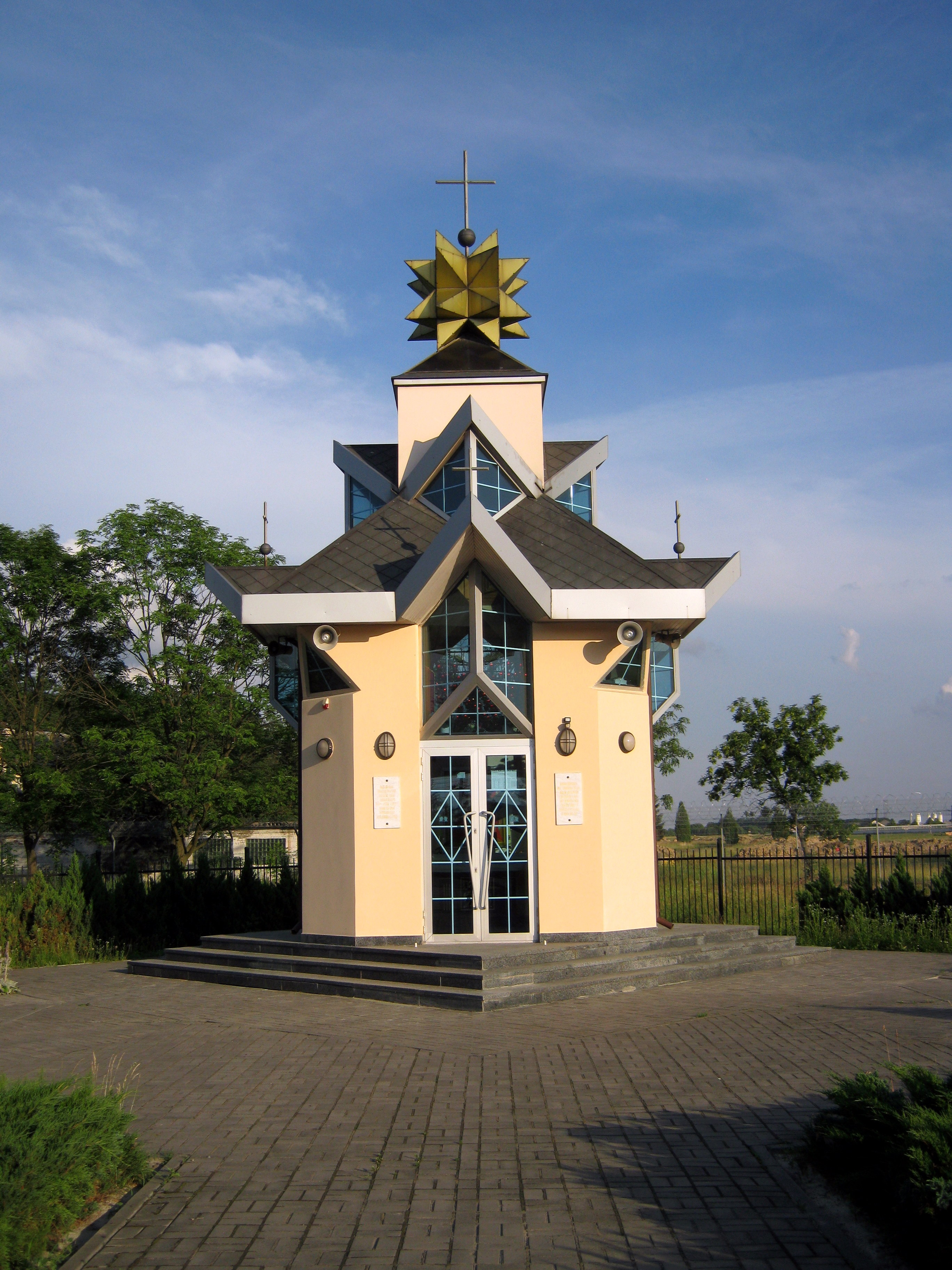
Каплиця всіх Святих українського народу, споруджена до 1-ї річниці Скнилівської трагедії, вул. Авіаційна, м. Львів

У зв'язку зі Скнилівською трагедією 29 липня 2002 року оголошено в Україні днем жалоби відповідно до Указу Президента України.
Артистка Наталка Карпа зняла кліп у пам'ять жертв скнилівської трагедії, що отримав назву «Від мене до тебе». Кліп вийшов у двох версіях — українською та англійською мовами.
У 2003 році до 1-ї річниці трагедії на в'їзді до Скнилівського летовища (вул. Авіаційна) на кошти жертводавців з усього світу була споруджена каплиця всіх Святих українського народу. Автор проекту — Ігор Подоляк, внутрішнє оздоблення — Маркіян та Юрій Миськіви. Біля каплиці встановлено 77 каменів, що символізують жертв катастрофи. У першу річницю трагедії каплицю освячено священиками УГКЦ, УПЦ КП, УАПЦ, УПЦ МП. Щорічно, у день катастрофи, тут відбуваються екуменічні богослужіння. У липні 2007 року встановлено ікону святого Миколая, під покровом якого зображено усіх загиблих на летовищі (художник — Микола Солтис).